# Solid State Nuclear Magnetic Resonance
Solid State Nuclear Magnetic Resonance is een internationaal, aan collegiale toetsing onderworpen wetenschappelijk tijdschrift op het gebied van de
fysische chemie.
De naam wordt in literatuurverwijzingen meestal afgekort tot Solid State Nucl. Magn. Reson.
Het wordt uitgegeven door Elsevier en verschijnt 16 keer per jaar.
Het eerste nummer verscheen in 1992.